# Stefan Duscio
Stefan Duscio ist ein australischer Kameramann.

## Leben
Duscio wuchs im südaustralischen Cobram im Bundesstaat Victoria auf. Er begann früh damit, eigene Filme zu drehen und verfasste auch kleinere Comics. Duscio studierte Media Arts an der RMIT University in Melbourne.
Ab dem Jahr 2006 war Duscio für die Kameraarbeit verschiedener Kurzfilme verantwortlich. Parallel wirkte er an verschiedenen Werbespots und Musikvideos für Künstler wie Dukes of Windsor, The Custom Kings, The Hampdens, TV Rock und Beyoncé mit.
2017 war er Kameramann bei Greg McLeans Überlebensdrama Jungle. Im Jahr darauf filmte er Leigh Whannells Action-Cyberpunkfilm Upgrade. Es folgten weitere Kooperationen mit Whannell.

## Filmografie (Auswahl)
- 2011: Running to America (Dokumentarfilm)
- 2012: Any Questions for Ben?
- 2012: Scumbus
- 2013: Galore
- 2013: The Turning (Segmente „Long, Clear View“, „Small Mercies“)
- 2013: Canopy
- 2014: The Mule – Nur die inneren Werte zählen (The Mule)
- 2015: Backtrack
- 2016: Madly (Segment „Afterbirth“)
- 2016: Barracuda (Miniserie, 4 Episoden)
- 2017: Jungle
- 2018: Upgrade
- 2018: Acute Misfortune
- 2019: Judy & Punch
- 2019: Sweetheart
- 2020: Der Unsichtbare (The Invisible Man)
- 2020: The Dry – Lügen der Vergangenheit (The Dry)
- 2025: Wolf Man